# 프로젝트 런웨이

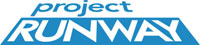

프로젝트 런웨이(Project Runway)는 미국의 케이블 방송국 Bravo의 리얼리티 쇼이다. 패션 디자이너를 테마로 한다. 호스트는 슈퍼 모델 하이디 클룸이다. 대한민국에서는 온스타일에서 《프로젝트 런웨이 코리아》로 한국어판이 진행되었다.